# باغ بارانی

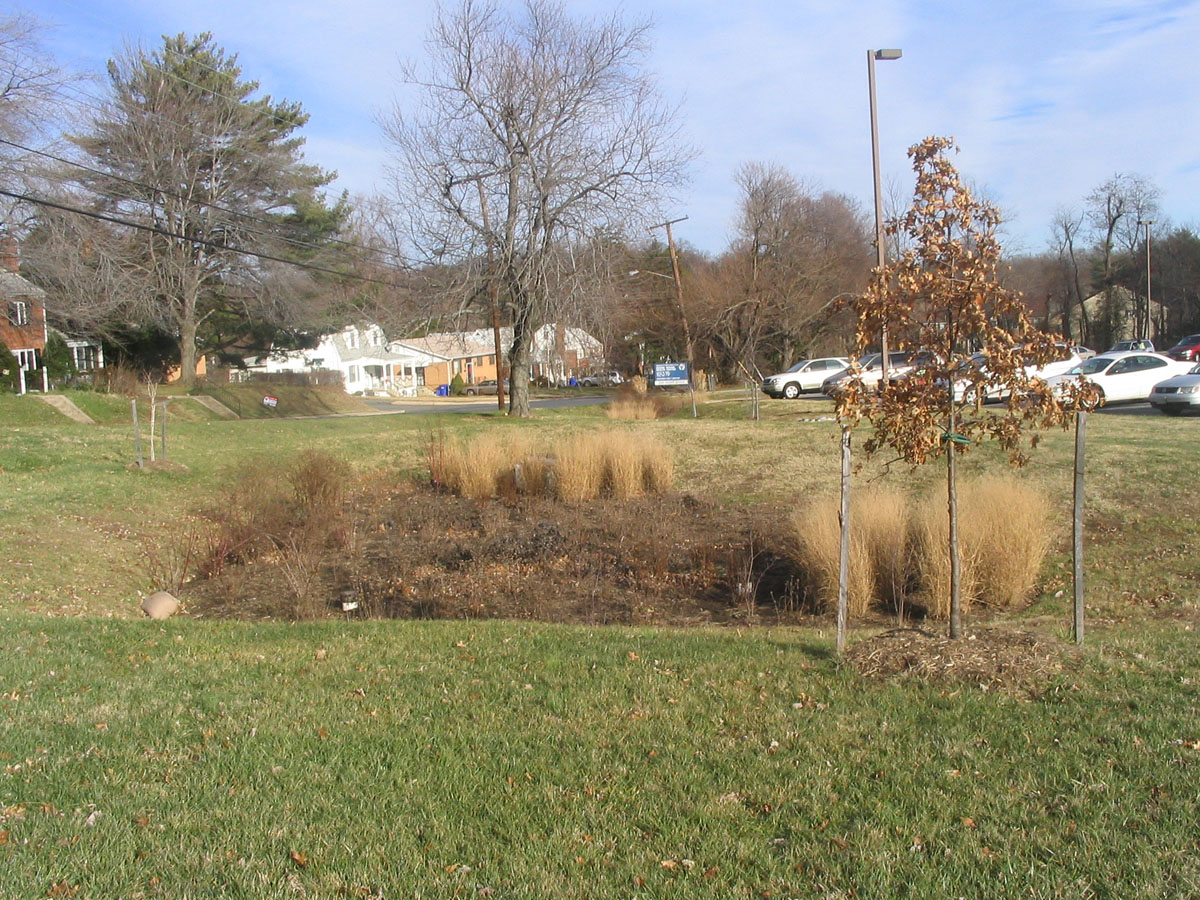
باغ بارانی در زمستان

باغ‌های بارانی (به انگلیسی: Rain gardens) که تأسیسات زیست‌نگهداری نیز نامیده می‌شوند، یکی از انواع روش‌های طراحی‌شده برای افزایش بازجذب روان آب توسط خاک هستند. آنها همچنین می‌توانند برای تصفیه روان اب‌های آلوده به توفان استفاده شوند. باغ‌های بارانی مکان‌های چشم‌اندازی طراحی شده‌اند که سرعت جریان، مقدار کل و بار آلاینده رواناب از مناطق غیرقابل نفوذ شهری مانند پشت بام‌ها، مسیرهای عبوری، پیاده‌روها، پارکینگ‌ها و مناطق چمن فشرده را کاهش می‌دهند. باغ‌های بارانی برای حفظ آب طوفان و افزایش زمان تأخیر نفوذ به گیاهان و خاک طبیعی یا مهندسی‌شده متکی هستند و در عین حال آلاینده‌های حمل‌شده توسط روان آب شهری را اصلاح و فیلتر می‌کنند. باغ‌های بارانی روشی را برای استفاده دوباره و بهینه‌سازی هر بارانی که می‌بارد، ارائه می‌کند و نیاز به آبیاری اضافی را کاهش می‌دهد یا پرهیز می‌کند. یکی از مزایای کاشت باغ‌های بارانی، کاهش دمای هوا و آب است، کاهشی که به ویژه در مناطق شهری حاوی سطوح غیرقابل نفوذ فراوانی که گرما را جذب می‌کنند، در پدیده‌ای به نام اثر جزیره گرمای مؤثر است.